# Čingov
Čingov /'tʂingɔu/ (504 m slm) è una area nel Paradiso slovacco e un importante centro turistico. Si trova sul suo bordo settentrionale, nel prolungamento a forma di bacino del fiume Hornád vicino a Spišská Nová Ves e Smižany. Oltre a Podlesok sul lato nord e Dedinky sul lato sud del Parco Nazionale del Paradiso slovacco, l'area di Čingov è il più grande centro turistico situato sulla riva sinistra dell'Hornád e nella parte inferiore del Prielom Hornádu (italiano: Grande avanzata dell'Hornád).

## Storia
Sulla vicina collina di Hradisko, c'è un importante sito archeologico di un insediamento slavo. I monumenti trovati nella località di Hradisko confermano l'insediamento più giovane dell'età della pietra. Le prime strutture turistiche sono state create qui nel 1932.